# Monsters 7
Monsters 7 – dziewiąte wydawnictwo z serii Monsters producenta muzycznego Figure'a, wydane 7 października 2016 roku przez DOOM Music.

## Lista utworów
1. "The Exorcist" - 5:18
2. "Black Magick" - 3:56
3. "Redrum" (Figure and Code Pandorum) - 3:44
4. "The Omen" - 4:22
5. "The Ritual" (Figure and Dack Janiels) - 4:41
6. "Hellraiser" (Figure and Bare) - 4:28
7. "Suspiria" - 3:38